# South Corning
South Corning – wieś w Stanach Zjednoczonych, w stanie Nowy Jork, w hrabstwie Steuben.